# 50 kilomètres marche aux Jeux olympiques d'été de 1948
Pour un article plus général, voir Athlétisme aux Jeux olympiques d'été de 1948.
Navigation
Berlin 1936 Helsinki 1952
L'épreuve du 50 kilomètres marche masculin aux Jeux olympiques de 1948 s'est déroulée le 31 juillet 1948 avec une arrivée au Stade de Wembley de Londres, au Royaume-Uni. Elle est remportée par le Suédois John Ljunggren.

## Résultats
| Rang               | Athlète             | Pays            | Temps   | Notes |
| ------------------ | ------------------- | --------------- | ------- | ----- |
| Médaille d'or      | John Ljunggren      | Suède           | 4:41:52 |       |
| Médaille d'argent  | Gaston Godel        | Suisse          | 4:48:17 |       |
| Médaille de bronze | Tebbs Lloyd Johnson | Grande-Bretagne | 4:48:31 |       |
| 4                  | Edgar Bruun         | Norvège         | 4:53:18 |       |
| 5                  | Herbert Martineau   | Grande-Bretagne | 4:53:58 |       |
| 6                  | Rune Bjurström      | Suède           | 4:56:43 |       |
| 7                  | Pierre Mazille      | France          | 5:01:40 |       |
| 8                  | Claude Hubert       | France          | 5:03:12 |       |
| 9                  | Enrique Villaplana  | Espagne         | 5:03:31 |       |
| 10                 | Tage Jönsson        | Suède           | 5:05:08 |       |
| 11                 | Henri Caron         | France          | 5:08:15 |       |
| 12                 | Ernest Crosbie      | États-Unis      | 5:15:16 |       |
| 13                 | Sándor László       | Hongrie         | 5:16:30 |       |
| 14                 | Salvatore Cascino   | Italie          | 5:20:03 |       |
| 15                 | John Deni           | États-Unis      | 5:28:33 |       |
| 16                 | Adolf Weinacker     | États-Unis      | 5:30:14 |       |
|                    | Francesco Pretti    | Italie          |         | DNF   |
|                    | Rex Whitlock        | Grande-Bretagne |         | DNF   |
|                    | Gerhard Winther     | Norvège         |         | DNF   |
|                    | Per Olav Baarnaas   | Norvège         |         | DNF   |
|                    | Sadhu Singh         | Inde            |         | DNF   |
|                    | Sixto Ibánez        | Argentine       |         | DNF   |
|                    | Valentino Bertolini | Italie          |         | DNF   |